# Choi Jong-ho
Dans ce nom coréen, le nom de famille, Choi, précède le nom personnel.
Choi Jong-ho (hangeul : 최종호, hanja : 崔鍾浩), mieux connu sous son nom de scène Jongho, est un chanteur et danseur sud-coréen né le 12 octobre 2000 à Pyangang. Il commence sa carrière musicale au sein du boys band de K-pop Ateez, dont il est  chanteur ainsi que le plus jeune membre du groupe (dit maknae en coréen).

## Biographie

### Enfance et éducation
Jongho est né le 12 octobre 2000 à Nowon-gu (hangeul : 노원구) en Corée du Sud. Il y grandira avec ses parents et son petit frère. Ses parents et son frère sont des athlètes (archer, coureur..).
C'est un ami d'enfance de Wooseok du groupe Up10tion
Il a étudié à la Surak High School et est diplômé de la Seoul Performing Arts High School (SOPA).

## Carrière

### Pré-débuts
Durant sa jeunesse, Jongho voulait devenir athlète, il adorait jouer au football avec ses amis. Il finira par vouloir devenir idole car il adore chanter.

### MIXNINE (2017)
Il participe au reality show MIXNINE, dans lequel on peut retrouver 3 autres membres de son groupe actuel ATEEZ : Hongjoong, Mingi et Wooyoung.
Il y sera classé 27e puis 43e.

### KQ Fellaz (2018)
À la suite de MIXNINE, il deviendra un membre de KQ Fellaz, le groupe de stagiaires de KQ Entertainement.
Il verra son premier titre, avec les autres membres de la KQ Fellaz, intitulé From, révélé le 2 juillet 2018.

### ATEEZ (2018)
Il fera ses débuts officiels avec le groupe Ateez le 24 octobre 2018 avec leur tout premier album Treasure EP.1 : All To Zero comprenant les titres Treasure et Pirate King. Il y occupe la place de chanteur principal et de maknae (membre le plus jeune).
Il est considéré comme un des meilleurs chanteurs du domaine de la K-pop.
Le 27 février 2020, KQ Entertainment annonce au public que Jongho souffre d'une fracture de la jambe gauche à la suite d'un accident dans les transports en commun. Une période de repos et de stabilisation de sa jambe d'une durée de 3 ou 4 mois lui a été recommandée par les médecins. Il était apte à participer aux activités du groupe mais avec un arrêt des répétitions de danse et devait rester assis lors des performances en live.

### Carrière d'acteur (2020)
Il fera ses débuts en temps qu'acteur accompagné de Seonghwa, Yunho et San d'Ateez dans le drama nommé Imitation[source secondaire souhaitée]. Il jouera le rôle de Hyuk dans le groupe star nommé SHAX. Il joue au côté de Cha Ni (SF9), Lee Jun Yeong (ex-U-KISS), Ji Yeon (T-ARA) et Jeong Ji So[source secondaire souhaitée].

## Discographie

### Titres avec le groupe Ateez
| Année | Artiste                            | Album                               | Titres                     |
| ----- | ---------------------------------- | ----------------------------------- | -------------------------- |
| 2018  | KQ Fellaz                          | /                                   | From                       |
| 2018  | ATEEZ                              | Treasure EP.1 : All To Zero         | Pirate King, Treasure      |
| 2019  | ATEEZ                              | Treasure EP.2: Zero to One          | Hala Hala, Say My Name     |
| 2019  | ATEEZ                              | Treasure EP.3: One to All           | Wave                       |
| 2019  | ATEEZ                              | Treasure EP.FIN : All To Action     | Wonderland                 |
| 2019  | ATEEZ                              | Treasure EP.EXTRA : Shift The Map   | - Mix Album -              |
| 2020  | ATEEZ                              | Treasure EPILOGUE: Action to Answer | Answer                     |
| 2020  | ATEEZ                              | Treasure EP.Map to Answer           | Answer (version japonaise) |
| 2020  | ATEEZ                              | Zero: Fever Part.1                  | Inception                  |
| 2020  | Ateez, MADDOX, EDEN, Eden-ary      | /                                   | Call Me Anytime            |
| 2021  | Ateez                              | Zero: Fever Part.2                  | Fireworks (I'm The One)    |
| 2021  | Ateez                              | Into The A to Z                     | Better                     |
| 2021  | Ateez, Rain, Monsta X, Brave Girls | /                                   | Taste Of Korea             |
| 2021  | Ateez                              | Dreamers                            | Dreamers                   |
| 2021  | Ateez, Kim Jong Kook               | Season Songs                        | Be My Lover                |
| 2021  | Ateez, Pentatonix                  | /                                   | A Little Space             |
| 2021  | Ateez                              | Zero: Fever Part.3                  | Deja Vu, Eternal Sunshine  |
| 2021  | Ateez                              | Zero: Fever Epilogue                | The Real, Turbulence       |
| 2022  | Ateez                              | /                                   | Don't Stop                 |
| 2022  | Ateez                              | Beyond: Zero                        | Rocky (version japonaise)  |
| 2022  | Ateez                              | The World EP.1: Movement            | Guerilla                   |
| 2022  | Ateez                              | /                                   | Let's get Together         |
| 2022  | Ateez                              | The World EP. Paradigm              | Paradigm                   |
| 2022  | Ateez                              | Spin Off: From The Witness          | Halazia                    |
| 2023  | Ateez                              | Limitless                           | Limitless                  |